# Eumerus elaverensis
Eumerus elaverensis är en tvåvingeart som beskrevs av Seguy 1961. Eumerus elaverensis ingår i släktet månblomflugor, och familjen blomflugor.
Artens utbredningsområde är Frankrike. Inga underarter finns listade i Catalogue of Life.